# 조성모
조성모(曺誠模, 1977년 3월 11일 ~ )는 대한민국의 가수이다.

## 학력
- 2000년 경기대학교 체육학과 (학사)

## 생애
발라드 가수로 데뷔하기 이전인 1997년 중반까지 1년 반에서 2년 정도의 연습 생활 이후에 댄스 그룹 '사천사'의 멤버로 활동했지만 부족한 춤실력 때문에 방출당했고 결국 그가 속해 있던 그룹인 '사천사'는 데뷔 준비 과정에서 해체되고 만다. 이후 솔로가수로서 1998년 9월 3일 첫 앨범 《To Heaven》을 발매하고 데뷔했다. 뮤직비디오만 공개한 뒤부터 한동안 얼굴 없는 가수로 활동하다가, 1998년 10월 17일 《이소라의 프로포즈》(99회)로 방송에 첫 출연을 하면서 모습을 드러냈다. 앳된 미모와 고운 미성으로 많은 여성팬들의 마음을 사로잡았다.
이후 1999년에 2집《For your soul》을 발매하여 타이틀 곡인〈슬픈 영혼식〉이 큰 사랑을 받았다. 홍콩을 배경으로 한 뮤직비디오에는 당대 최고의 스타였던 최지우, 신현준, 정준호와 조성모 본인이 출연하여 화제가 되었다.
2000년 리메이크 앨범인 2.5집《CLASSIC》을 발매하였다. 같은 해에 3집인 《Let Me LOVE》를 발매하였다. 타이틀곡 《아시나요》는 베트남 전쟁을 배경으로 한 뮤직비디오로 당시 CG기술이 발달하지 않았는데도 높은 완성도와 탄탄한 구성을 보여주었다. 뮤직비디오 제작 비용은 총 15억이 투입되었다. 대한민국 뮤비 역사상 최고의 뮤비라는 찬사를 받을 정도로 후에 이 정도 퀄리티의 뮤비는 더 이상 나오지 않았다. 아시나요는 폭발적인 미성으로 2년 연속 대상을 수상하면서 가수로서의 경력 부분에서 최고점을 달성했다. 수록곡 중 댄스곡《다짐》에서는 종전에는 보여주지 않았던 파격적인 무대 매너와 일명 가죽잠바 털기춤을 선보이며 계속해서 큰 사랑을 받았다. 당시 CF《초록매실》에서의 "매실왕자" 타이틀을 벗기위해 하기 싫었는데도 억지로 이 노래를 불렀고, 더욱 유명해 지는 계기가 되었다.
이후 4집《No More Love》가 발매되었고, 5집《歌人》이 발매되었는데 《피아노》라는 곡으로 다시 히트치게 되고 골든티스크 시상식에서 대상을 받았다. 그러나 이 기점으로 미성의 창법이 급격히 변형되면서 팬층의 대거 이탈과 조성모의 기량 하략을 불러왔다. 조성모도 5집 활동때 성대 상태가 심하게 악화된 모습을 보였다. 이후 조성모 6집《My First》때는 많은 활동을 하지 않았다. 계속되는 이전 소속사와의 분쟁과 현재 소속사의 무리한 스케줄 강행을 비롯한 회사의 무개념한 태도로 인해 조성모의 목상태마저 악화되어 결국 노래를 제대로 하지 못할 정도까지 가게 된다. 하지만 많은 사람들이 기억하는 조성모는 발라드의 황태자라는 칭호를 얻었다. 앨범 판매량 공식 1600만 장이라는 대기록(역대 1위)에 힘입어, 국민 가수 반열에 올랐다. 2004년에는 드라마 《파리의 연인》 OST 타이틀곡 ‘너의 곁으로’를 발표하며, 드라마 OST계에도 진출하는 등 재기를 노렸다. 뮤지컬 《광화문연가》, 《요셉 어메이징》, 《카페인》 등을 통해 뮤지컬로도 진출했다.

## 음반
- 'To Heaven' (1집, 1998년) - "To Heaven(천국으로 보낸편지)", "불멸의 사랑", "후회"
- 'For Your Soul' (2집, 1999년) - "For Your Soul (슬픈 영혼식)", "상처", "You & I", "야상곡 (패러사이트 이브 II OST)"
- 'Classic' (2.5집, 2000년) - "가시나무 (시인과 촌장 원곡)", "깊은 밤을 날아서 (이문세 원곡)"
- 'Let Me Love' (3집, 2000년) - "아시나요", "다짐", "다음 사람에게는"
- MBC 드라마 '진실' OST (2000년) - "For You"
- 'No More Love' (4집, 2001년) - "잘가요... 내 사랑...", "진심", "Never"
- 'Don`t Forget To Remember 1998 To Heaven (Best Of Best)' (2002년) - "Ace Of Sorrow (슬픈 운명)"
- '歌人' (5집, 2003년) - "피아노(彼願嫪)", "내 것이라면", "사랑할 때 버려야 할 몇 가지"
- SBS 드라마 '파리의 연인' OST (2004년) - "너의 곁으로", "너 하나만"
- 'My First' (6집, 2005년) - "Mr.Flower", "눈물이 나요", "축제"
- 'Classic 1+1 Grand Featuring' (6.5집, 2005년) - "그대 내 맘에 들어오면은 (조덕배 원곡)", "사랑일기 (시인과 촌장 원곡)"
- KBS 드라마 '눈의 여왕' OST (2007년) - "사랑... 눈물겹다"
- SBS 드라마 '바람의 화원' OST (2008년) - "바람의 노래", "그리움"
- 'Second Half' (7집, 2009년 4월 9일) - "행복했었다", "그녀를 잘 부탁합니다"
- '영원한 하나' (Single, 2009년 8월 11일) - "영원한 하나"
- '사랑받던 날들' (Single, 2010년 4월 5일) - "사랑받던 날들 (사요나라 이츠카 OST)"
- SBS 드라마 '커피하우스' OST (2010년) - "웃을께"
- '성모 Meet Brave' (EP, 2010년 8월 11일) - "바람필래"
- 'Thank You' (EP, 2010년 11월 26일) - "Only You (Suit Ver.)"
- 'Everyday Christmas' (Single, 2010년 12월 10일) - "Everyday Christmas"
- KBS 드라마 '전우치' OST (2012~2013년) - "사랑해"
- SBS 드라마 '결혼의 여신' OST (2013년) - "Someday"
- 'Wind of Change' (Mini Album, 2014년 3월 24일) - "유나야"
- '조성모 스페셜 싱글' (Single, 2014년 7월 29일) - "Beautiful Girl"
- SBS 드라마 '펀치' OST (2014~2015년) - "그대로의 사랑"
- 'Hooxi, The beginning' (Single, 2016년 12월 22일) - Beautiful world"
- MBC 드라마 '밥상 차리는 남자' OST (2017년) - "더 사랑할래"

## 수상 내역

### 1998년
- 제13회 대한민국 영상음반 대상 'To Heaven' 『골든비디오 부문 뮤직비디오상』
- 제9회 서울가요대상 'To Heaven' 『최고의 뮤직비디오상』, 『신인상』
- MBC 10대 가수 가요제 『30대 미만의 국민이 뽑은 10대 가수』
- SBS 가요대전 『신인 가수상』

### 1999년
- 경인방송과 연예정보신문사 주최 '99 한국최고인기연예대상 『가요 부문 인기상』
- M.NET 영상음반대상 『발라드 부문 대상』
- KMTV 가요대전 『최우수 뮤직비디오상』
- 제10회 서울가요대상 『10대 가수 본상』, 『대상』
- 제14회 대한민국 영상음반대상 『골든 디스크 본상』, 『대상』
- SBS 가요대전 『10대 가수상』
- KBS 가요대상 『본상』, 『대상』
- MBC 10대 가수 가요제 『30대 미만의 국민이 뽑은 최고 인기가요 대상』

### 2000년
- 제7회 대한민국 연예예술대상 『신세대가요 가수상』
- 경인방송과 연예정보신문사 주최 '2000 한국최고인기연예대상 『가요 부문 대상』
- M.NET 뮤직비디오 페스티벌 '아시나요' 『감독상』, 『발라드 부문상』, 『최우수 작품상』
- KMTV 가요대전 『최우수 뮤직비디오상』, 『본상』
- 제11회 서울가요대상 『본상』, 『대상』
- 제15회 대한민국 영상음반대상 『골든 디스크 본상』, 『대상』
- 국회 대중문화 & 미디어상 (대중음악 부문)
- SBS 가요대전 『10대 가수 본상』, 『대상』
- KBS 가요대상 『청소년 부문 최우수상』
- MBC 10대 가수 가요제 『전 국민이 뽑은 10대 가수상』[2]
- MBC 10대 가수 가요제 『30세 미만의 국민이 뽑은 최고 인기 가수상』[2]
- 한국 스타 선행 대상

### 2001년
- MBC 10대 가수 가요제 『본상』

### 2002년
- 한국 스타 선행 대상 (2년 연속)

### 2003년
- M.NET 뮤직비디오 페스티벌 '피아노' 『발라드 부문상』
- 제18회 골든 디스크 시상식 『본상』, 『대상』
- SBS 가요대전 10대 가수상 『본상』
- MBC 10대 가수 가요제 『본상』
- KBS 가요대상 『본상』

### 2004년
- M.NET KM 뮤직비디오 페스티벌 '너의 곁으로' 『OST 부문 최우수상』

### 2005년
- 제20회 골든 디스크 시상식 『본상』

### 2014년
- 온이어즈 K팝스타상 시상식 『K팝스타상』

### 가요 프로그램 1위
| 연도             | 수상 내역 (총 31회) |
| ---------------- | --- |
| 1998년 (총 3회)  | - To Heaven (총 3회) - 11월 7일 MBC 《음악캠프》 1위 - 11월 14일 MBC 《음악캠프》 1위 (2주 연속) - 11월 24일 KBS 《뮤직뱅크》 11월 최고 인기가요 1위 |
| 1999년 (총 6회)  | - 불멸의 사랑 (총 1회) - 1월 12일 KBS 《뮤직뱅크》 MVP - For Your Soul (총 5회) - 9월 14일 KBS 《뮤직뱅크》 MVP - 9월 28일 KBS 《뮤직뱅크》 MVP - 10월 26일 KBS 《뮤직뱅크》 MVP - 11월 2일 KBS 《뮤직뱅크》 1위 (2주 연속) - 11월 14일 SBS 《인기가요》 1위 |
| 2000년 (총 10회) | - 가시나무 (총 2회) - 2월 27일 SBS 《인기가요》 1위 - 2월 29일 KBS 《뮤직뱅크》 1위 - 아시나요 (총 7회) - 9월 24일 SBS 《인기가요》 1위 - 9월 26일 KBS 《뮤직뱅크》 1위 - 9월 30일 MBC 《음악캠프》 1위 - 10월 6일 KBS 《뮤직뱅크》 1위 - 10월 8일 SBS 《인기가요》 1위 - 10월 12일 KBS 《뮤직뱅크》 1위 (3주 연속, 골든컵) - 10월 15일 SBS 《인기가요》 1위 (트리플 크라운) |
| 2001년 (총 1회)  | - 잘가요 내 사랑 (총 1회) - 10월 6일 MBC 《음악캠프》 1위 |
| 2003년 (총 3회)  | - 피아노 (총 3회) - 4월 20일 SBS 《인기가요》 뮤티즌송 - 4월 26일 MBC 《음악캠프》 1위 - 5월 3일 MBC 《음악캠프》 1위 (2주 연속) |
| 2004년 (총 1회)  | - 너의 곁으로 (총 1회) - 9월 4일 MBC 《음악캠프》 1위 |
| 2005년 (총 6회)  | - Mr. Flower (총 6회) - 3월 17일 M.net 《엠카운트다운》 1위 - 3월 20일 SBS 《인기가요》 뮤티즌송 - 3월 24일 M.net 《엠카운트다운》 1위 (2주 연속) - 3월 26일 MBC 《음악캠프》 1위 - 4월 3일 SBS 《인기가요》 뮤티즌송 - 4월 10일 SBS 《인기가요》 뮤티즌송 (트리플 크라운)                                                                                                   |
| 2010년 (총 1회)  | - 바람필래 (총 1회) - 8월 26일 M.net 《엠카운트다운》 1위 |

## 기록
- 데뷔앨범판매량 150만 장으로 역대 2위[4]
- 발매 단 4일 만에 100만 장 돌파가수(최단기간 밀리언셀러 기록 - 3집 아시나요)
- 한해최다판매량 가수 - 500만 장(2.5집 가시나무 + 3집 아시나요)
- 리메이크 앨범판매량 역대 1위 - 160만 장(2.5집 가시나무)
- 5개앨범 연속 밀리언셀러 돌파가수(1집-2집-2.5집-3집-4집) - 20세기 마지막 밀리언셀러
- 골든디스크 대상 최다수상가수 - 총 3회(김건모, 슈퍼주니어와 함께 공동 1위)

-역대 첫번째 최다수상자: 김건모
-역대 두번째 최다수상자: 조성모
-역대 세번째 최다수상자: 슈퍼주니어
- 한국음반산업협회 공식 누적앨범판매량 역대 1위가수(1600만장)
- 90년대부터 현재까지 김건모와 함께 가장 많은 가요대상을 수상한 가수(총 10회)
- 조용필-김건모에 이어 건국이래 대한민국 연예계 역대 대상횟수 3위(10회)-(조용필 12회 김건모 11회)
- 90년대말 2000년대초 가수들 중 유일한 1천만 장 판매가수[5]
- 2000년대 사극제외 역대 시청률 1~2위 드라마 메인 OST(MBC 《진실》, SBS 《파리의 연인》)
- '얼굴없는 가수', '신비주의 컨셉'의 시작
- 블록버스터 드라마타이즈 MV의 시작(To Heaven)
- 내 안의 깊은 울림 《조성모 시집》-2001년 5-6월 주간 베스트셀러 시 1위/2001년 한해 베스트셀러 시부분 20위

## 프로그램

### TV
| 년도      | 프로그램 이름                         | 방송국   |          |
| --------- | ------------------------------------- | -------- | -------- |
| 1999      | 슈퍼 TV 일요일은 즐거워 - 출발 드림팀 | KBS2     | Guest    |
| 2000      | TV는 사랑을 싣고                      | KBS2     | Guest    |
| 2004~2005 | 일요일이 좋다 - X맨[32기]             | SBS      | Guest    |
| 2009      | Hidden Track by 조성모                | Mnet     |          |
| 2009~2014 | 출발 드림팀 시즌2                     | KBS2     |          |
| 2010      | 이슈&피플                             | YTN      | Guest    |
| 2012      | 히어로는 슈트를 입는다                | XTM      |          |
| 2012~2013 | 내 생애 마지막 오디션                 | KBS2     |          |
| 2013      | 히든싱어                              | JTBC     | Guest    |
| 2013      | 파이널 어드벤처                       | MBC      |          |
| 2014      | 불후의 명곡 - 전설을 노래하다         | KBS2     | 뮤지션   |
| 2014      | SNL 코리아                            | tvN      | Guest    |
| 2014      | 무한도전 - 토요일! 토요일은 가수다    | MBC      | 가수     |
| 2015      | 칠전팔기 구해라                       | Mnet     | 특별출연 |
| 2015      | 너의 목소리가 보여 시즌2              | Mnet     | Guest    |
| 2017      | 시간을 달리는 남자                    | tvN      |          |
| 2017      | 김제동의 톡투유 - 걱정 말아요! 그대   | JTBC     | Guest    |
| 2017      | 밥상 차리는 남자                      | MBC      | 특별출연 |
| 2018      | TV는 사랑을 싣고                      | KBS1     | Guest    |
| 2020      | 뽕숭아학당                            | TV조선   | Guest    |
| 2022      | 열린예술무대 뒤란                     | 울산방송 | 메인 MC  |
| 2022      | 불후의 명곡 - 전설을 노래하다         | KBS2     | 뮤지션   |
| 2023      | 식객 허영만의 백반기행                | TV조선   | Guest    |
| 2025      | 더 시즌즈 - 박보검의 칸타빌레         | KBS2     | Guest    |

### 라디오 진행
- 《행복한 두시 조성모입니다》(KBS 2라디오) 2016년 4월 25일 ~ 2018년 9월 30일

## 기타 사항

### 중국 가수가 참여한 번안곡
2000년 조성모의 3집에 수록된 다짐은 홍콩 가수 정수문(鄭秀文)이 설청초(說淸楚)라는 제목으로 번안하였다.

## CF
- 1999년 롯데리아
- 1999년 SK텔레콤 스피드011 (feat.신동엽, 이소라, 박은혜)
- 2000년 KT n016 (feat.이정현)
- 2000년/2014년 웅진식품 초록매실 (feat.유병재)
- 2000년 한국주철관공업 엔프라니[6] 에퓨 (feat.한지민)
- 2000년 TG삼보 드림시스
- 2000년 아이비클럽
- 2002년 ~ 2005년 뱅뱅 (feat.이다희, 하지원)
- 2005년 네이버
- 2010년 삼성전자 센스 노트북

## 같이 보기
- 이경섭
- 이문세
- 변진섭
- 이승환
- 신승훈
- 이창명